# VOS
VOS (Verb Object Subject) – rzadki typ języka, w którym zdanie zaczyna się od orzeczenia, potem następuje dopełnienie, a na końcu podmiot. Taki szyk jako naturalny i podstawowy występuje w 2,99% języków. Jest spotykany w językach Meksyku, Ameryki Środkowej, Amazonii oraz w językach rodziny austronezyjskiej.

## Przykładowe językiVOS
Języki o składni VOS to np. malgaski (austronezyjski), batak toba (austronezyjski) czy terêna (arawacki).

## Przykładowe zdanieVOS
- Zjadłem (orzeczenie) jabłko (dopełnienie) ja (podmiot)